# Austalis rhynchops
Austalis rhynchops är en tvåvingeart som först beskrevs av Mario Bezzi 1928.  Austalis rhynchops ingår i släktet Austalis och familjen blomflugor. Inga underarter finns listade i Catalogue of Life.